# Federación Panameña de Fútbol
 Federación Panameña de Fútbol  ordnar med den organiserade fotbollen i Panama. Förbundet bildades 1937 samt anslöts till Fifa 1938.